# Senegalamarant
Der Senegalamarant (Lagonosticta senegala) ist eine afrikanische Vogelart aus der Familie der Prachtfinken (Estrildidae), der einen großen Teil der Afrotropis besiedelt. Die Art wird heute in sechs Unterarten unterschieden. In älterer Literatur finden sich auch mehr Unterarten aufgeführt.
Der Senegalamarant zählt zu den am häufigsten gehaltenen afrikanischen Prachtfinkarten. Entsprechend haben sich eine Reihe deutscher Trivialnamen eingebürgert. Er wird unter anderem Kleiner Amarant, Roter Amarant, Roter Astrild und Zwergblutfink genannt. Die Unterart Laganosticta senegala brunneiceps trägt die deutsche Bezeichnung Braunkopfamarant und die Unterart L. s. ruberrima wird Prachtamarant genannt.

## Beschreibung

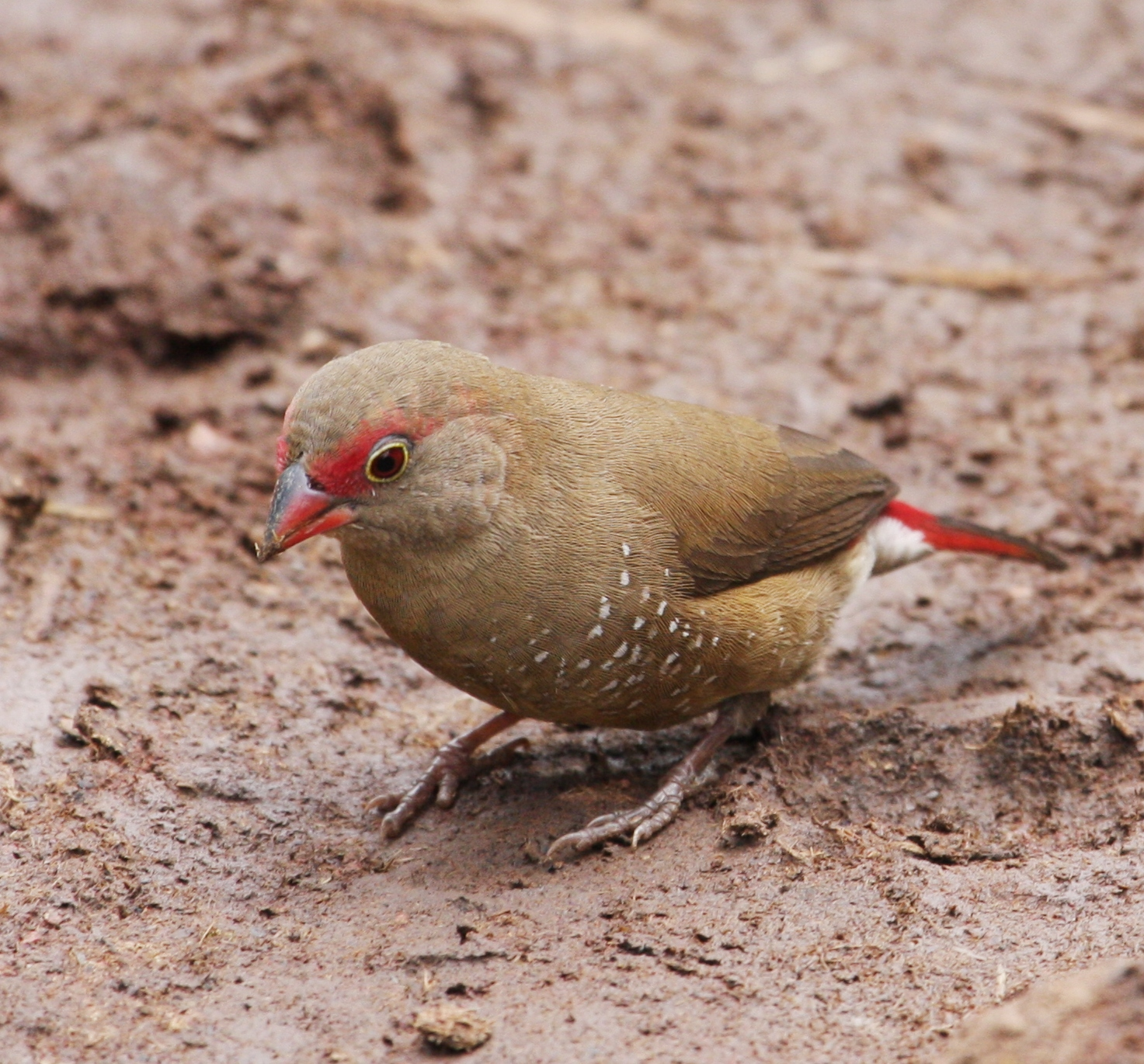
Weiblicher Senegalamarant

Der Senegalamarant wird zwischen 9,5 und 11 Zentimeter lang. Die Männchen sind einschließlich des Schnabels an Kopf und Rumpf rot gefärbt, haben einen schwarzen Schwanz und braune Flügel. Die Brustseiten, bei einigen Unterarten auch die Brustmitte, weist wenige bis zahlreiche winzige weiße Punkte auf. Die Augenfarbe ist braun bis dunkelrot. Der Lidrand ist auffallend gelb. Der Schnabel ist blassrot mit einem schwärzlichen First.
Die Weibchen sind je nach Unterart gelblich erdbraun bis graubraun. Die Kopfseiten und bisweilen auch die Brust und der Rücken sind bei einigen Unterarten rötlich überwaschen. Auf der Körperunterseite ist das Gefieder heller und bei manchen Unterarten gelblicher. Genau wie bei den Männchen befindet sich auf den Brustseiten eine variable Anzahl an weißen Pünktchen. Sie haben einen roten Schnabel und eine rötliche Brust.
Jungvögel sind fahl bräunlichgrau, wobei der Ton je nach Unterart heller oder dunkler ist.

## Verbreitung, Lebensraum und Lebensweise

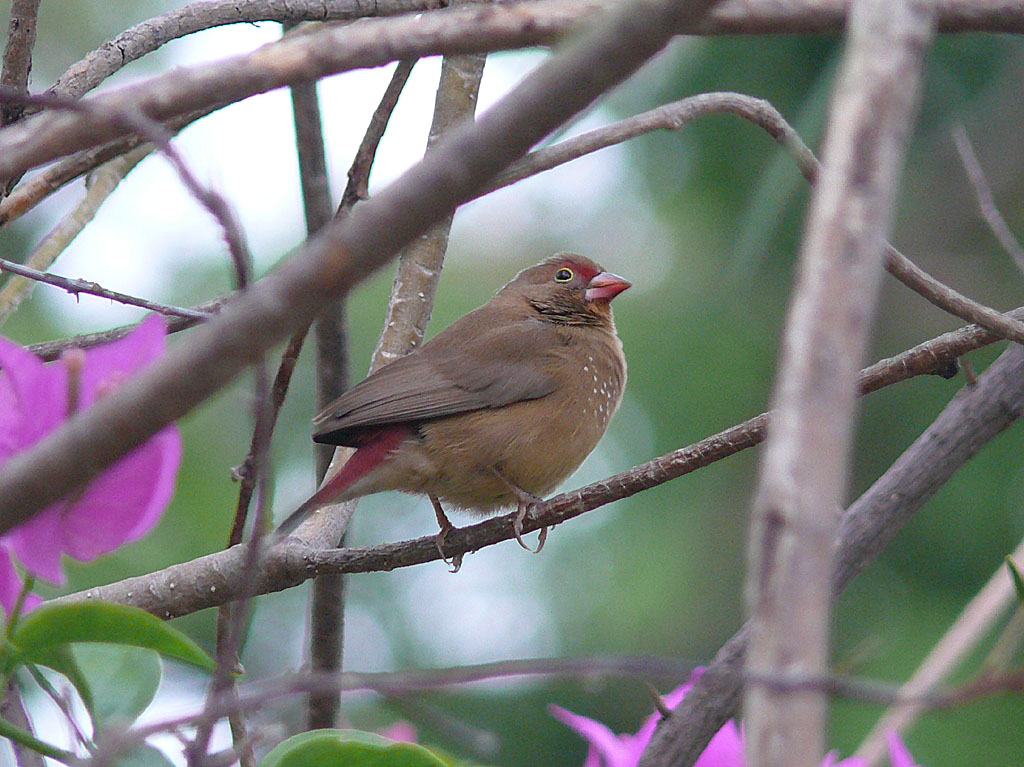
Senegalamarant, Weibchen

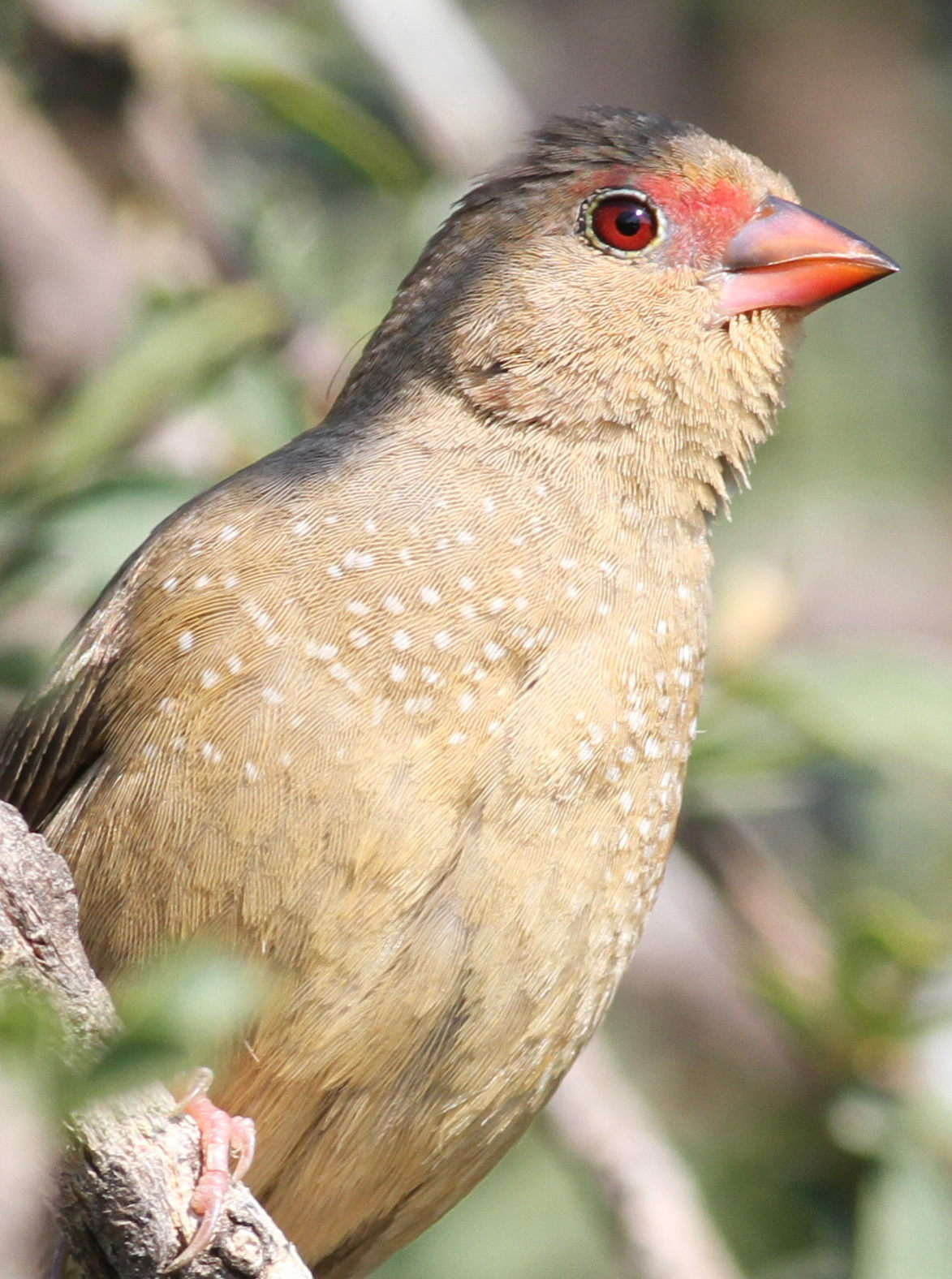
Weibchen, Südafrika

Die Art kommt in großen Teilen Afrikas südlich der Sahara als Brutvogel vor. Das Areal wird auf rund 10 Millionen Quadratkilometer geschätzt. Ihr Lebensraum sind überwiegend trockene Savannen- und Buschlandschaften. Er kommt hier bevorzugt in dichten Akazienbüschen vor, die sich an den Ufern von Flüssen befinden. Er ist allerdings auch am Wüstenrand sowie auf Lichtungen im Regenwald zu beobachten. In einzelnen Regionen kommt er auch in größeren Höhenlagen vor. So wird er in Addis Abeba in Höhen von 2.200 Meter angetroffen und kommt im südlichen Afrika noch in Höhen von 1.700 Meter über NN. vor. Er ist außerdem ein Kulturfolger und kommt auch in Dörfern in der Sahelzone vor, einem Gebiet, das er ansonsten nicht besiedelt. Er besiedelt auch das Randgebiet von Städten. Generell ist er sehr wenig scheu und sucht beispielsweise auch inmitten von Haushühnern nach Nahrung. Er lebt paarweise und ist nach der Brutzeit in kleinen Schwärmen zu beobachten. Gelegentlich vergesellschaftet er sich mit Rosenamaranten, Schmetterlingsastrilden, Atlasfinken sowie Sperlingen. Eine saisonale Wanderung wurde für diese Art ebenfalls nachgewiesen.
Der Senegalamarant ernährt sich hauptsächlich von Grassamen und Getreidekörnern. Der Nestbau erfolgt in Gebüschen. Es werden drei bis sechs Eier gelegt.
Der Ruf klingt wie ein ansteigendes „chick-pea-pea-pea“.

## Brutparasitismus durch die Rotfuß-Atlaswitwe
Für die brutschmarotzende Rotfuß-Atlaswitwe, die zur Familie der Witwenvögel zählt, ist der Senegalamarant die vermutlich einzige Wirtsvogelart. Die Rotfuß-Atlaswitwe, die mit einer Körpergröße von 11 bis 12 Zentimeter größer als der Senegalamarant, kommt in fast dem gesamten Verbreitungsgebiet des Senegalaramants vor. Der Parasitierungsgrad ist hoch: Im Senegal wiesen 36 Prozent aller untersuchten Nester des Sengalaramants auch Eier der Rotfuß-Atlaswitwe auf. In Sambia betrug der Parasitierungsgrad sogar 42 Prozent.
Senegalamaranten zeigen wenig Abwehrverhalten gegenüber dem brutschmarotzenden Verhalten der Rotfuß-Atlaswitwe. Zur Eiablage durch die Rotfuß-Atlaswitwe kommt es sogar, während einer der beiden Elternvögel des Senegalamarants auf den Eiern sitzt. Anders als bei vielen anderen brutschmarotzenden Vogelarten entfernt die Rotfuß-Atlaswitwe kein Ei aus dem Gelege des Wirtsvogels. Johngard weist allerdings darauf hin, dass die Eier für die Rotfuß-Atlaswitwe bei der Eiablage nicht sichtbar sind, da beginnend ab dem ersten Ei ein Elternvogel des Senegalamarant fest auf dem Nest sitzt.  Es kommt immer wieder vor, dass mehrere Weibchen der Rotfuß-Atlaswitwe Eier in ein spezifisches Nest legen. Bis zu sechs Eier von Rotfuß-Atlaswitwen wurden in einem einzelnen Nest von Senegalamaranten gefunden. Mehr als vier Eier von Rotfuß-Atlaswitwen sind jedoch die Ausnahme.
Es gibt Belege dafür, dass der Senegalamarant durch den Parasitismus der Rotfuß-Atlaswitwe keinen Reproduktionsnachteil erleidet. In einer Untersuchung zeigte sich, dass die Nester nicht parasitierter Senegalamaranten durchschnittlich 3,5 Eier umfassen. In parasitierten Nestern dagegen finden sich nur geringfügig weniger Eier des Senegalamarants: Im Schnitt wiesen die parasitierten Neuer 3,4 Eier des Senegalamarants und 2,2 Eier der Rotfuß-Atlaswitwe auf. M. Y. Morel kam in einer 1973 veröffentlichten Studie zu dem Ergebnis, dass die höhere Eianzahl im Nest ein „Super-Stimulus“ für die Wirtsvogeleltern darstelle, da parasitierte Nester durchschnittlich weniger häufig von den Wirtsvögeln aufgegeben werden als nicht parasitierte. Bei parasitierten Nestern kommt es nur in 45,7 Prozent der Fälle zur Nestaufgabe. Bei nicht-parasitierten Nestern wird in 56,3 Prozent die Brut abgebrochen. Das in einem parasitierten Nest durchschnittlich nur 2,1 Nestlinge des Wirtsvogels flügge werden, während es in einem nicht-parasitierten Nest 2,8 Nestlinge sind, wird durch diesen geringen Grad an Nestverlusten kompensiert. Der Bruterfolg gemessen an flügge werdenden arteigenen Jungen pro gelegten Eiern ist für den Senegalamarant gleich hoch. Dies erklärt auch, warum es für den Senegalamarant keinen evolutionären Druck gibt, Abwehrmechanismen gegen das brutschmarotzende Verhalten der Rotfuß-Atlaswitwe zu entwickeln.

## Haltung
Der Senegalamarant gehört zu den beliebtesten afrikanischen Prachtfinkenarten. Er ist deswegen seit Beginn der europäischen Prachtfinkhaltung im 18. Jahrhundert im Vogelhandel erhältlich gewesen. Vermutlich war es der Ornithologe Vieillot, dem bereits vor 1790 die Erstzucht gelang, denn er erwähnt in seinem Werk Les oiseaux chanteurs nicht nur Balz und Nestbau der Senegalamaranten, sondern berichtet auch davon, dass für die erfolgreiche Aufzucht der Jungvögel höhere Raumtemperaturen nötig sind.

## Belege

### Einzelbelege
1. ↑  Nicolai et al., S. 154
2. ↑  Nicolai et al., S. 155
3. ↑  Nicolai et al., S. 156
4. ↑  Johnsgard: The Avian Brood Parasites. S. 285.
5. 1 2  Johnsgard: The Avian Brood Parasites. S. 290.
6. 1 2  Johnsgard: The Avian Brood Parasites. S. 289.
7. ↑   Morel: Contribution á l'etude dynamique de la population de Lagonosticta senegala L. (estrildides) à Richard-Toll (Senegal).
8. ↑  Nicolai et al., S. 157